# Kaczeniec (województwo warmińsko-mazurskie)
Kaczeniec (niem. Friedenthal) – osada w Polsce położona w województwie warmińsko-mazurskim, w powiecie ostródzkim, w gminie Ostróda.
W latach 1975–1998 miejscowość administracyjnie należała do województwa olsztyńskiego.
Obecnie w miejscowości nie ma zabudowy.